# Thomas G. Svaneborg
Thomas G. Svaneborg (f.1966), er en dansk forfatter og journalist, der i dag er ansat på Dagbladet Børsen. Han er tidligere journalist og korrespondent på Vejle Amts Folkeblad, Økonomisk Ugebrev, Jyllands-Posten og DR Nyheder.
Han er forfatter til en lang række bøger om økonomisk kriminalitet og erhvervsliv, herunder Andre folks penge (med Niels Sandøe) og Kunsten at tømme en bank.
Han har bl.a. modtaget Publicistprisen sammen med Niels Sandøe og FUJ Prisen.